# Marit Bouwmeester
Marit Bouwmeester (Boarnsterhim, 17 de junho de 1988) é uma velejadora holandesa. Ela é bicampeã mundial e olímpica em sua classe.

## Carreira
Quando Marit Bouwmeester tinha 6 anos começou a velejar. Aos treze anos acabou na equipe principal, grupo de treinamento dos melhores velejadores da Holanda. Desde então, ela alcançou o topo da vela competitiva.
Bouwmeester é atualmente uma das velejadoras de maior sucesso em sua classe, com título mundial em 2011, 2014 e 2020. Anteriormente, ela conquistou a medalha de prata no Campeonato Mundial em 2010. Foi capitã do ranking ISAF por algum tempo, posição que foi mais tarde foi assumido pela velejadora belga Evi Van Acker. Bouwmeester representou a Holanda nos Jogos Olímpicos de 2012 em Londres, onde conquistou a medalha de prata atrás da chinesa Xu Lijia. Em 2014, Marit Bouwmeester recebeu a Medalha Esportiva do município de Leeuwarden.
Bouwmeester voltou a representar seu país nos Jogos Olímpicos de Verão de 2016, e conquistou medalha de ouro em sua classe. Nos Jogos de 2020, conseguiu e bronze e, nos 2024, voltou ao topo do pódio, com o ouro.
Bouwmeester é membro do clube náutico KWV Frisia e mora em Wartena. Por suas conquistas na vela, ela recebeu o Troféu Conny van Rietschoten em 2010 e 2011, o maior prêmio de vela da Holanda. Durante a cerimônia em 24 de agosto de 2016, ela recebeu uma distinção real por sua conquista do rei Guilherme Alexandre. Ela foi nomeada Cavaleira da Ordem de Orange-Nassau. Após a medalha de ouro olímpica, ela recebeu pela terceira vez o Troféu Conny van Rietschoten, desta vez dividido com o campeão olímpico RS:X Dorian van Rijsselberghe. Em 2017 ela recebeu o prêmio de melhor velejadora do ano.